# Marcillat-en-Combraille
Marcillat-en-Combraille ist eine französische Gemeinde  mit 907 Einwohnern (Stand 1. Januar 2022) im Département Allier in der Region Auvergne-Rhône-Alpes. Sie gehört zum Kanton Montluçon-3 im Arrondissement Montluçon.

## Geographie
Marcillat-en-Combraille liegt auf einem Plateau zwischen den Flüssen Tartasse und Bouron, etwa 90 Kilometer nordwestlich von Clermont-Ferrand, der Hauptstadt der Auvergne, und 22 Kilometer südlich von Montluçon, der einzigen größeren Stadt im weiteren Umkreis.

## Bevölkerungsentwicklung
| Jahr      | 1962 | 1968 | 1975 | 1982 | 1990 | 1999 | 2006 | 2016 | 2019 |
| Einwohner | 1087 | 1147 | 1011 | 976  | 866  | 912  | 902  | 898  | 900  |

## Sehenswürdigkeiten
- Kirche Notre-Dame, Monument historique[1]

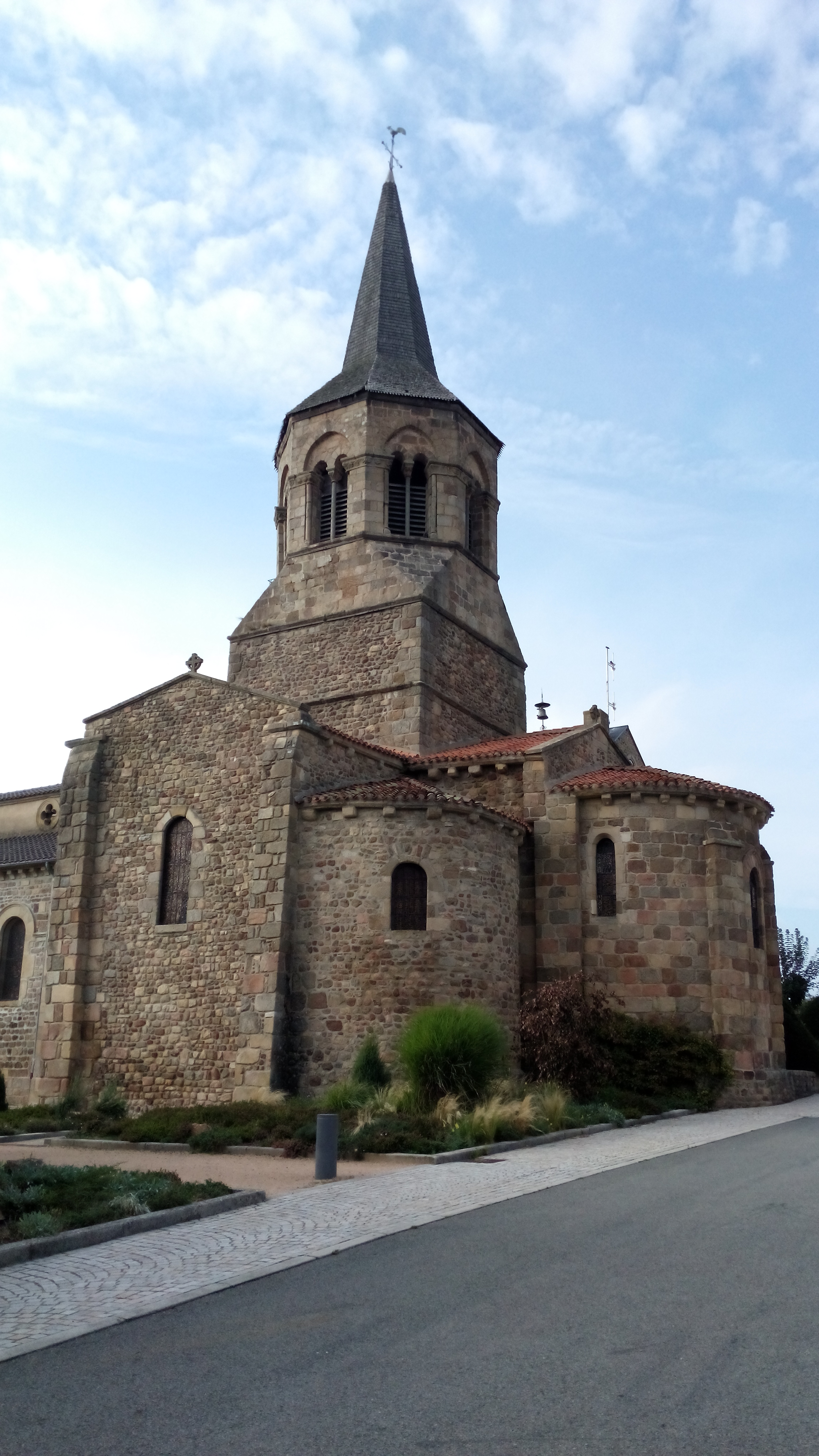
Kirche Notre-Dame

## Partnergemeinden
- Wadersloh in Nordrhein-Westfalen, seit den 1990er Jahren[2]